# Urząd Eiderstedt
Urząd Eiderstedt (niem. Amt Eiderstedt) - urząd w Niemczech w kraju związkowym Szlezwik-Holsztyn, w powiecie Nordfriesland. Siedziba urzędu znajduje się w mieście Garding.
W skład urzędu wchodzi 16 gmin:
1. Garding
2. Grothusenkoog
3. Katharinenheerd
4. Kirchspiel Garding
5. Kotzenbüll
6. Norderfriedrichskoog
7. Oldenswort
8. Osterhever
9. Poppenbüll
10. Sankt Peter-Ording
11. Tating
12. Tetenbüll
13. Tümlauer-Koog
14. Vollerwiek
15. Welt
16. Westerhever